# Copa América Feminina de 2014
O Campeonato Sul-Americano de Futebol Feminino de 2014, oficialmente denominado Copa América Feminina de 2014, foi a sétima edição do campeonato, que ocorreu entre 11 e 28 de setembro no Equador.
O torneio qualificou duas seleções (Brasil e Colômbia) para a Copa do Mundo de 2015, que terá lugar no Canadá entre 6 de junho e 5 de julho de 2015, o terceiro lugar (Equador) para a disputa da repescagem intercontinental na tentativa de mais uma vaga no mundial e as quatro melhores (Brasil, Colômbia, Equador e Argentina) para o Jogos Pan-Americanos de 2015, em Toronto. A Colômbia como vice-campeã também se qualificou para o torneio de futebol dos Jogos Olímpicos de 2016, no Rio de Janeiro, já que o Brasil tinha sua vaga assegurada como país sede.

## Seleções participantes
Participaram as dez seleções nacionais de futebol feminino afiliadas à Confederação Sul-Americana de Futebol (CONMEBOL).
| Grupo A - Equador - Colômbia - Venezuela - Uruguai - Peru | Grupo B - Brasil - Paraguai - Argentina - Chile - Bolívia |

## Sedes
Sete cidades foram selecionadas para sediar jogos da competição. Posteriormente outros dois estádios (em Quito e Sangolquí) também foram utilizados:
| Cidade    | Estádio                            | Capacidade |
| --------- | ---------------------------------- | ---------- |
| Latacunga | Estádio La Cocha                   | 15 000     |
| Ambato    | Estádio Bellavista                 | 18 000     |
| Riobamba  | Estádio Olímpico                   | 20 000     |
| Loja      | Estádio Federativo Reina del Cisne | 14 935     |
| Cuenca    | Estádio Alejandro Serrano Aguilar  | 22 000     |
| Azogues   | Estádio Jorge Andrade Cantos       | 15 000     |
| Sangolquí | Estádio Rumiñahui                  | 8 000      |
| Quito     | Estádio Olímpico Atahualpa         | 35 742     |
| Quito     | Estádio Chillogallo                | 22 000     |

## Primeira fase
Todas as partidas seguem o fuso horário do Equador (UTC−5).

### Grupo A
| Seleção   | Pts | J | V | E | D | GP | GC | SG |
| --------- | --- | - | - | - | - | -- | -- | -- |
| Colômbia  | 12  | 4 | 4 | 0 | 0 | 10 | 1  | +9 |
| Equador   | 6   | 4 | 2 | 0 | 2 | 3  | 3  | 0  |
| Uruguai   | 6   | 4 | 2 | 0 | 2 | 5  | 9  | –4 |
| Venezuela | 4   | 4 | 1 | 1 | 2 | 4  | 6  | –2 |
| Peru      | 1   | 4 | 0 | 1 | 3 | 1  | 4  | –3 |

| 11 de setembro | Uruguai   | 1 – 3 | Venezuela                               | Estádio Olímpico, Riobamba  |
| 17:00          | Viana 42' | Fonte | Ascanio 9' · García 23' · Rodríguez 71' | Árbitro: PAR Zulma Quiñonez |

| 11 de setembro | Equador   | 1 – 0 | Peru | Estádio Olímpico, Riobamba   |
| 19:10          | Barré 84' | Fonte |      | Árbitro: ARG Laura Fortunato |

| 13 de setembro | Colômbia                                            | 4 – 0 | Uruguai | Estádio Bellavista, Ambato    |
| 13:00          | Andrade 6' · N. Arias 58' · Santos 64' · Ospina 90' | Fonte |         | Árbitro: BRA Regildenia Moura |

| 13 de setembro | Equador     | 1 – 0 | Venezuela | Estádio Bellavista, Ambato        |
| 15:10          | Vásquez 75' | Fonte |           | Árbitro: CHI María Belén Carvajal |

| 15 de setembro | Colômbia                                             | 4 – 1 | Venezuela  | Estádio Olímpico, Riobamba  |
| 17:00          | Rincón 15' · Ortiz 40' · Velásquez 65' · Ariza 90+1' | Fonte | García 78' | Árbitro: BOL Sirley Cornejo |

| 15 de setembro | Uruguai                      | 2 – 1 | Peru          | Estádio Olímpico, Riobamba        |
| 19:10          | Pión 30' · P. González 90+2' | Fonte | E. Flores 14' | Árbitro: CHI María Belén Carvajal |

| 17 de setembro | Venezuela | 0 – 0 | Peru | Estádio Bellavista, Ambato   |
| 13:00          |           | Fonte |      | Árbitro: ARG Laura Fortunato |

| 17 de setembro | Equador | 0 – 1 | Colômbia  | Estádio Bellavista, Ambato    |
| 15:10          |         | Fonte | Ariza 60' | Árbitro: BRA Regildenia Moura |

| 19 de setembro | Colômbia   | 1 – 0 | Peru | Estádio La Cocha, Latacunga |
| 17:00          | Rincón 39' | Fonte |      | Árbitro: PAR Zulma Quiñonez |

| 19 de setembro | Equador       | 1 – 2 | Uruguai                  | Estádio La Cocha, Latacunga |
| 19:10          | Lattanzio 87' | Fonte | González 7' · Badell 56' | Árbitro: BOL Sirley Cornejo |

### Grupo B
| Seleção   | Pts | J | V | E | D | GP | GC | SG  |
| --------- | --- | - | - | - | - | -- | -- | --- |
| Brasil    | 9   | 4 | 3 | 0 | 1 | 12 | 3  | +9  |
| Argentina | 9   | 4 | 3 | 0 | 1 | 9  | 1  | +8  |
| Paraguai  | 6   | 4 | 2 | 0 | 2 | 14 | 9  | +5  |
| Chile     | 6   | 4 | 2 | 0 | 2 | 6  | 5  | +1  |
| Bolívia   | 0   | 4 | 0 | 0 | 4 | 2  | 25 | –23 |

| 12 de setembro | Argentina | 0 – 1 | Chile    | Estádio Federativo Reina del Cisne, Loja |
| 17:00          |           | Fonte | Lara 47' | Árbitro: URU Gabriela Bandeira           |

| 12 de setembro | Brasil                                                                     | 6 – 0 | Bolívia | Estádio Federativo Reina del Cisne, Loja |
| 19:10          | Formiga 19', 73' · Andressa 30' · Darlene 51' · Thaisa 84' · Fabiana 90+2' | Fonte |         | Árbitro: ECU Juana Delgado               |

| 14 de setembro | Bolívia | 0 – 6 | Argentina                                                      | Estádio Federativo Reina del Cisne, Loja |
| 13:00          |         | Fonte | Vallejos 50', 72' · Bonsegundo 54' · Larroquette 62', 77', 87' | Árbitro: VEN Yercinia Correa             |

| 14 de setembro | Paraguai   | 1 – 4 | Brasil                                            | Estádio Federativo Reina del Cisne, Loja |
| 15:10          | Fleitas 9' | Fonte | Andressa 35' · Cristiane 45+5', 56' · Fabiana 57' | Árbitro: PER Silvia Reyes                |

| 16 de setembro | Chile                                        | 3 – 0 | Bolívia | Estádio Alejandro Serrano Aguilar, Cuenca |
| 17:00          | Lara 26' (pen) · Guerrero 61' · Zamora 90+2' | Fonte |         | Árbitro: ECU Susana Corella               |

| 16 de setembro | Argentina  | 1 – 0 | Paraguai | Estádio Alejandro Serrano Aguilar, Cuenca |
| 19:10          | Cabrera 9' | Fonte |          | Árbitro: COL Viviana Muñoz                |

| 18 de setembro | Bolívia        | 2 – 10 | Paraguai                                                                                         | Estádio Alejandro Serrano Aguilar, Cuenca |
| 17:00          | Morón 43', 85' | Fonte  | Fernández 10', 77', 81', 90+1' · Riveros 35' · Ortíz 44', 89' · Quintana 65' · Martínez 75', 84' | Árbitro: VEN Yercinia Correa              |

| 18 de setembro | Chile | 0 – 2 | Brasil                      | Estádio Alejandro Serrano Aguilar, Cuenca |
| 19:10          |       | Fonte | Maurine 22' · Cristiane 49' | Árbitro: COL Viviana Muñoz                |

| 20 de setembro | Paraguai                                | 3 – 2 | Chile                | Estádio Jorge Andrade Cantos, Azogues |
| 14:00          | Ortíz 15' · Quintana 78' · Martínez 85' | Fonte | Lara 47' · Araya 72' | Árbitro: PER Silvia Reyes             |

| 20 de setembro | Brasil | 0 – 2 | Argentina                      | Estádio Jorge Andrade Cantos, Azogues |
| 16:10          |        | Fonte | Cometti 23' · Banini 73' (pen) | Árbitro: URU Gabriela Bandeira        |

## Fase final
| Seleção   | Pts | J | V | E | D | GP | GC | SG  |
| --------- | --- | - | - | - | - | -- | -- | --- |
| Brasil    | 7   | 3 | 2 | 1 | 0 | 10 | 0  | +10 |
| Colômbia  | 5   | 3 | 1 | 2 | 0 | 2  | 1  | +1  |
| Equador   | 3   | 3 | 1 | 0 | 2 | 4  | 8  | –4  |
| Argentina | 1   | 3 | 0 | 1 | 2 | 2  | 9  | –7  |

Todas as partidas seguem o fuso horário do Equador (UTC-5).
| 24 de setembro | Colômbia | 0 – 0 | Argentina | Estádio Chillogallo, Quito  |
| 13:00          |          | Fonte |           | Árbitro: BOL Sirley Cornejo |

| 24 de setembro | Brasil                                        | 4 – 0 | Equador | Estádio Chillogallo, Quito   |
| 15:10          | Cristiane 14', 17' · Maurine 37' · Raquel 87' | Fonte |         | Árbitro: VEN Yercinia Correa |

| 26 de setembro | Colômbia                         | 2 – 1 | Equador       | Estádio Rumiñahui, Sangolquí |
| 16:00          | Echeverri 12' · Rincón 55' (pen) | Fonte | Lattanzio 86' | Árbitro: PER Silvia Reyes    |

| 26 de setembro | Brasil                                                                            | 6 – 0 | Argentina | Estádio Rumiñahui, Sangolquí      |
| 18:10          | Cristiane 32' · Andressa 36' · Maurine 58' · Tayla 66' · Tamires 71' · Raquel 84' | Fonte |           | Árbitro: CHI Maria Belén Carvajal |

| 28 de setembro | Argentina                   | 2 – 3 | Equador                                     | Estádio Olímpico Atahualpa, Quito |
| 10:00          | Banini 25' · Bonsegundo 30' | Fonte | Caicedo 36' · Rodríguez 60' · Lattanzio 77' | Árbitro: PAR Zulma Quiñonez       |

| 28 de setembro | Colômbia | 0 – 0 | Brasil | Estádio Olímpico Atahualpa, Quito |
| 12:10          |          | Fonte |        | Árbitro: URU Gabriela Bandeira    |

## Premiação
| Campeonato Sul-Americano de Futebol Feminino de 2014 |
| Brasil                                               |
| ---------------------------------------------------- |
| BRASIL Campeão (6º título)                           |

## Artilharia
| 6 gols (1) - BRA Cristiane 4 gols (1) - PAR Rebeca Fernández 3 gols (8) - ARG Mariana Larroquette - BRA Andressa - BRA Maurine - CHI Francisca Lara - COL Yoreli Rincón - ECU Gianina Lattanzio - PAR Jessica Martínez - PAR Lourdes Ortíz 2 gols (11) - ARG Estefanía Banini - ARG Fabiana Vallejos - ARG Florencia Bonsegundo - BOL Jhanet Morón | 2 gols (continuação) - BRA Fabiana - BRA Formiga - BRA Raquel - COL Tatiana Ariza - PAR Dulce Quintana - URU Pamela González - VEN Gabriela García 1 gol (28) - ARG Aldana Cometti - ARG Micaela Cabrera - BRA Darlene - BRA Tamires - BRA Tayla - BRA Thaisa - CHI Carla Guerrero - CHI Daniela Zamora - CHI Fernanda Araya - COL Diana Ospina | 1 gol (continuação) - COL Isabella Echeverri - COL Lady Andrade - COL Leicy Santos - COL Nataly Arias - COL Oriánica Velásquez - COL Melissa Ortiz - ECU Adriana Barré - ECU Carina Caicedo - ECU Erika Vásquez - ECU Ingrid Rodríguez - PAR Ana Fleitas - PAR Verónica Riveros - PER Emily Flores - URU Lourdes Viana - URU Mariana Pión - URU Yamila Badell - VEN Daniuska Rodríguez - VEN Yusmery Ascanio |